# Polymixis chrysographa
Polymixis chrysographa là một loài bướm đêm trong họ Noctuidae.